# Lagamas
Lagamas település Franciaországban, Hérault megyében. Lakosainak száma 110 fő (2022. január 1.). Lagamas Gignac, Montpeyroux, Saint-André-de-Sangonis és Saint-Jean-de-Fos községekkel határos.

## Népesség
A település népességének változása:
| Lakosok száma | 46   | 56   | 71   | 121  | 110  | 110  | 111  | 111  | 111  | 110  |
|               | 1968 | 1982 | 1990 | 2006 | 2013 | 2015 | 2017 | 2019 | 2020 | 2022 |